# Diastatomma soror
Diastatomma soror – gatunek ważki z rodziny gadziogłówkowatych (Gomphidae).